# Lodewijk XV van Frankrijk
Lodewijk XV (Versailles, 15 februari 1710 — aldaar, 10 mei 1774) regeerde als koning van Frankrijk en van Navarra van 1 september 1715 tot zijn dood. Hij besteeg de troon toen hij vijf jaar was en werd tot zijn meerderjarigheid in 1723 onder regentschap geplaatst van zijn oudoom, Filips van Orléans. André Hercule de Fleury was zijn belangrijkste minister van 1726 tot diens dood in 1743, waarop de jonge koning de controle nam over de Franse Staat. Lodewijk XV was een lid van het huis Bourbon.
Lodewijk genoot een gunstige reputatie aan het begin van zijn heerschappij en verdiende de bijnaam "le Bien-Aimé" ("de Geliefde"). Na verloop van tijd maakten de losbandigheid van zijn hof, de teruggave van de veroverde Oostenrijkse Nederlanden (die hij had verkregen na de Slag bij Fontenoy) bij de Vrede van Aken en de overdracht van Nieuw-Frankrijk aan het koninkrijk Groot-Brittannië aan het einde van de Zevenjarige Oorlog van Lodewijk een van de impopulairste koningen in de geschiedenis van Frankrijk. Hij werd opgevolgd door zijn kleinzoon Lodewijk XVI.
De onmacht van Lodewijk XV om de oplopende staatsuitgaven fiscaal te dekken beschadigde de militaire macht van Frankrijk, verzwakte de schatkist, bracht de monarchie in diskrediet en leidde misschien wel tot de Franse Revolutie die vijftien jaar na zijn dood uitbrak.

## Leven

### Jeugd en eerste jaren als koning

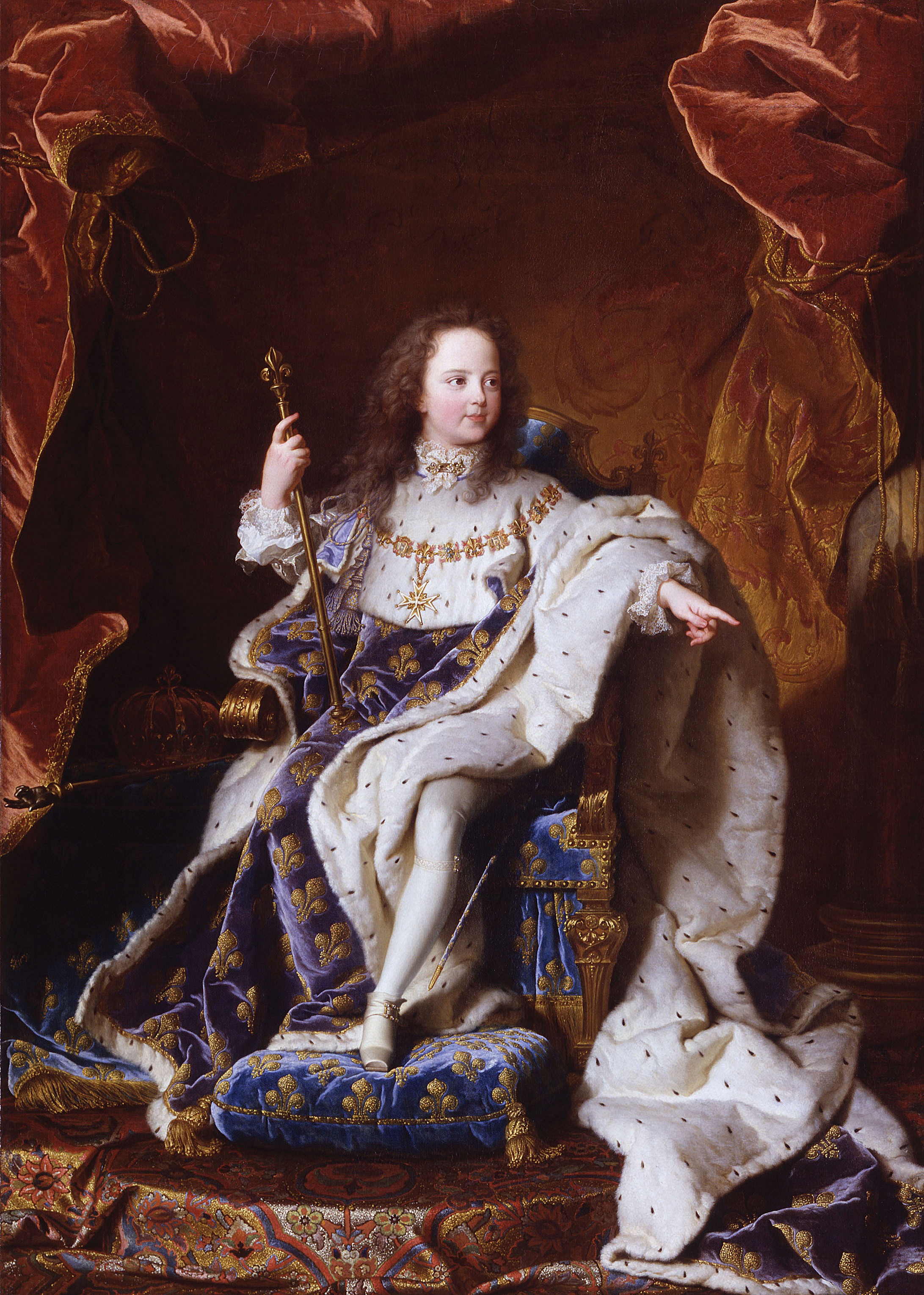
Lodewijk XV in kroningsgewaad in 1715 door Hyacinthe Rigaud

Lodewijk XV, in zijn jongere jaren beter bekend als Louis, hertog van Anjou, was de derde zoon van Lodewijk van Frankrijk en Maria Adelheid van Savoye. Hij had twee oudere broers: Lodewijk die leefde van 1704 tot 1705 en Lodewijk die leefde van 1707 tot 1712. Hij werd geboren in het Kasteel van Versailles op 5 februari 1710, toen zijn overgrootvader Lodewijk XIV nog altijd koning was. De toenmalige erfgenaam van de troon was de enige zoon van Lodewijk XIV: Lodewijk, le Grand Dauphin die drie zoons had, Lodewijks vader (de oudste zoon), Filips, hertog van Anjou, (sinds 1700 koning van Spanje) en Karel, hertog van Berry. Zijn moeder, Maria Adelheid, was een levendige vrouw die de koning dierbaar was en het jonge paar was erg verliefd (wat ongewoon was in de toenmalige adelcultuur en al helemaal aan het hof van Versailles). Maria Adelheid verjongde het hof van de oude koning en stond in het middelpunt van de belangstelling in Versailles.

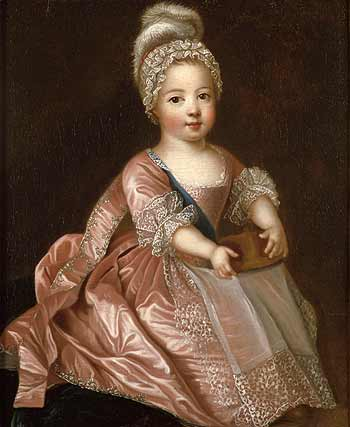
Lodewijk XV op 2-jarige leeftijd.

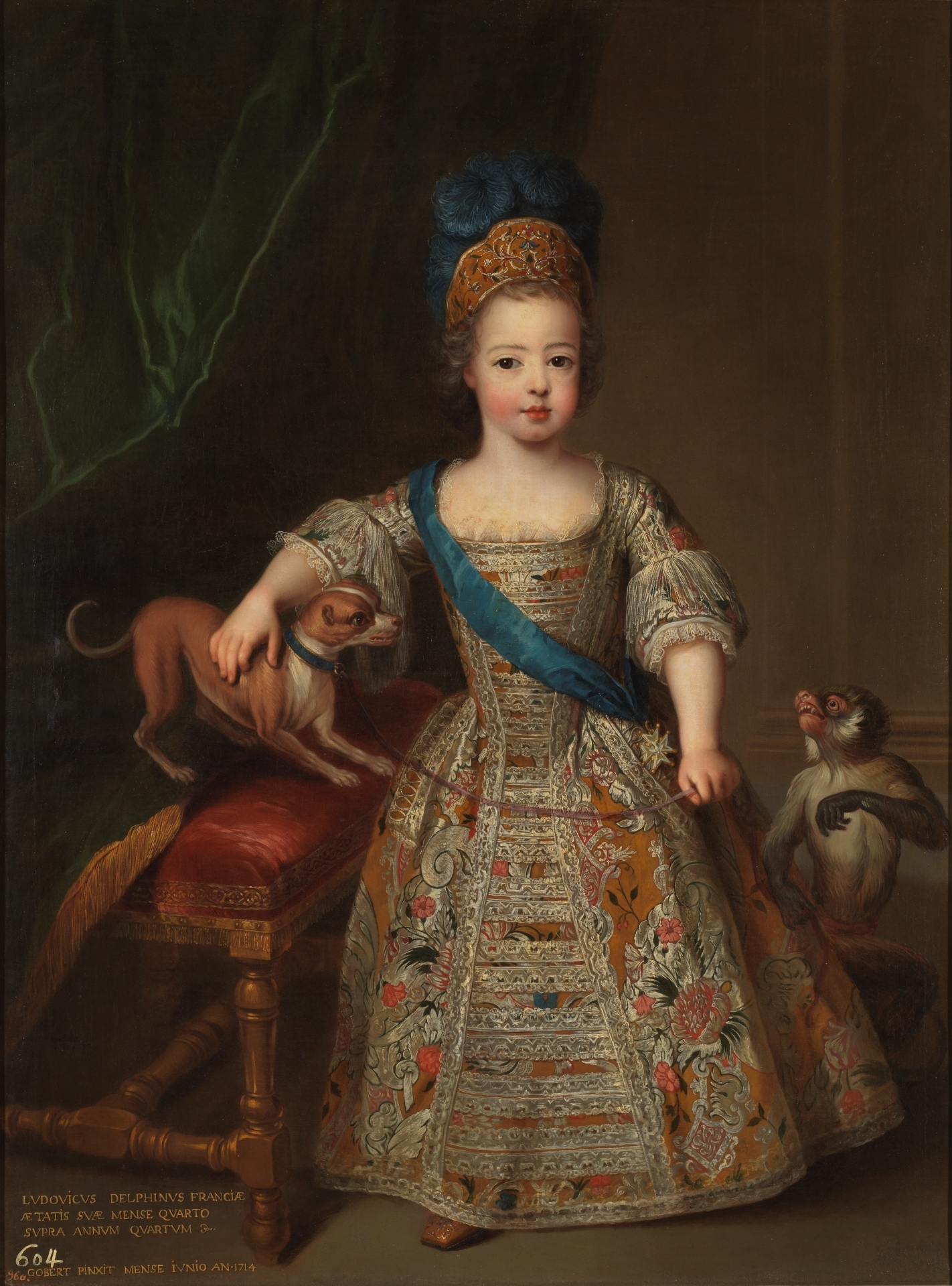
Lodewijk XV op 4-jarige leeftijd.

Lodewijks grootouders aan vaderskant waren: Lodewijk, le Grand Dauphin en de in 1690 overleden prinses Maria Anna Victoria van Beieren. Zijn grootouders aan moederskant waren koning Victor Amadeus II van Sardinië en koningin Anne Marie van Orléans. Lodewijks grootvader was op 14 april 1711 gestorven, en daardoor werd zijn vader de nieuwe dauphin, beter bekend als le Petit Dauphin. Maar Lodewijk verloor zijn beide ouders in 1712; eerst zijn moeder op 12 februari, daarna zijn vader op 18 februari en toen nog zijn oudere broertje Lodewijk op 8 maart aan mazelen. Dat betekende dat Lodewijk nu de nieuwe dauphin was omdat koning Lodewijk XIV geen andere directe erfgenamen meer had. Zijn eigen leven werd waarschijnlijk gered door zijn gouvernante, madame de Ventadour, die niet toeliet dat de koninklijke dokters de kleine prins behandelden (medische behandeling was in die tijd een belangrijke doodsoorzaak). Op 1 september 1715 stierf de Zonnekoning op 76-jarige leeftijd en zo werd de vijfjarige Lodewijk koning van Frankrijk. Omdat hij al op zo jonge leeftijd koning werd, zijn er van hem een enorm scala aan staatsieportretten gemaakt en bewaard. Tot 1723 stond Lodewijk onder het regentschap van Filips van Orléans, een neef van koning Lodewijk XIV.

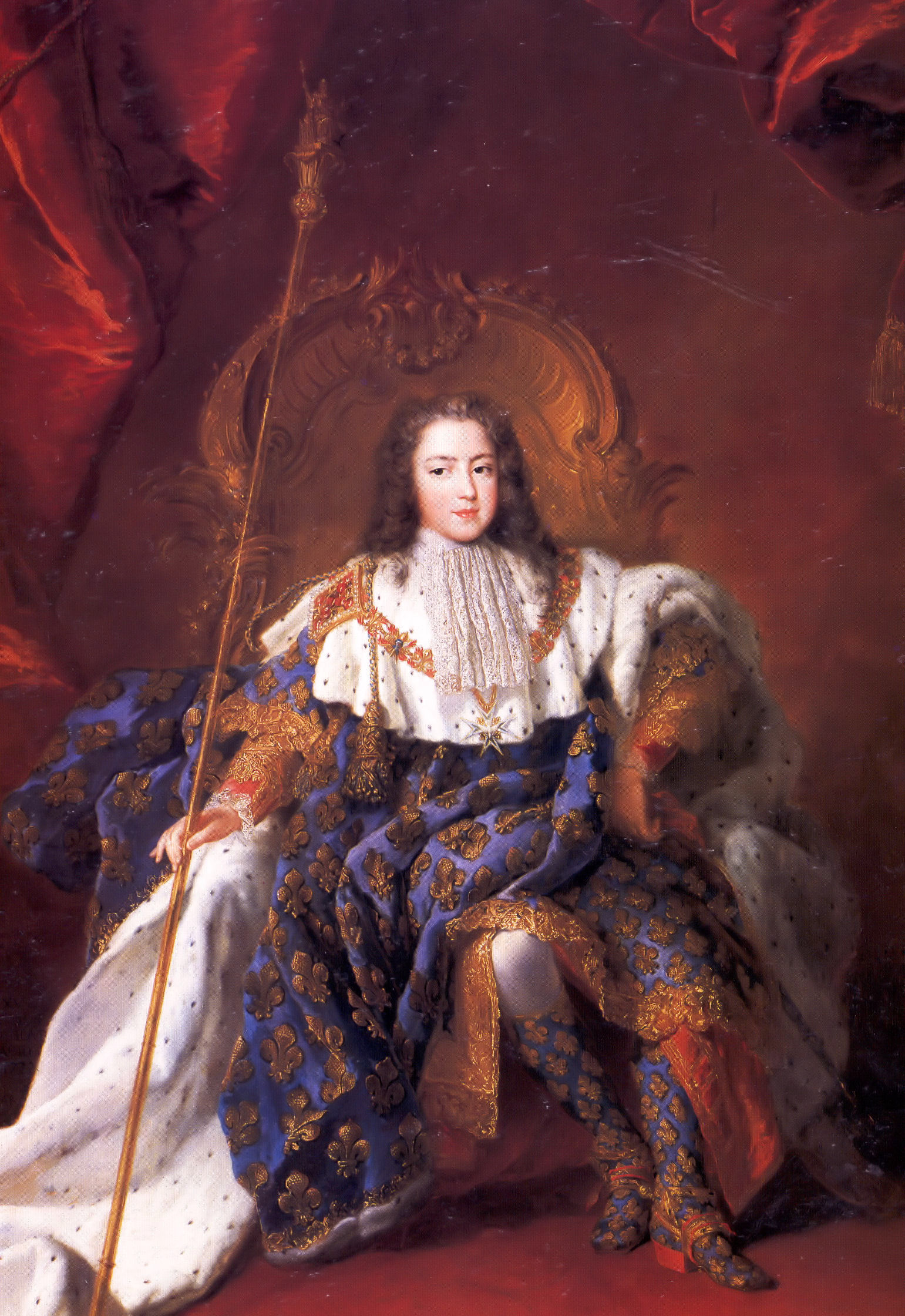
Koning Lodewijk XV in zijn tienerjaren

### Op zoek naar een geschikte vrouw

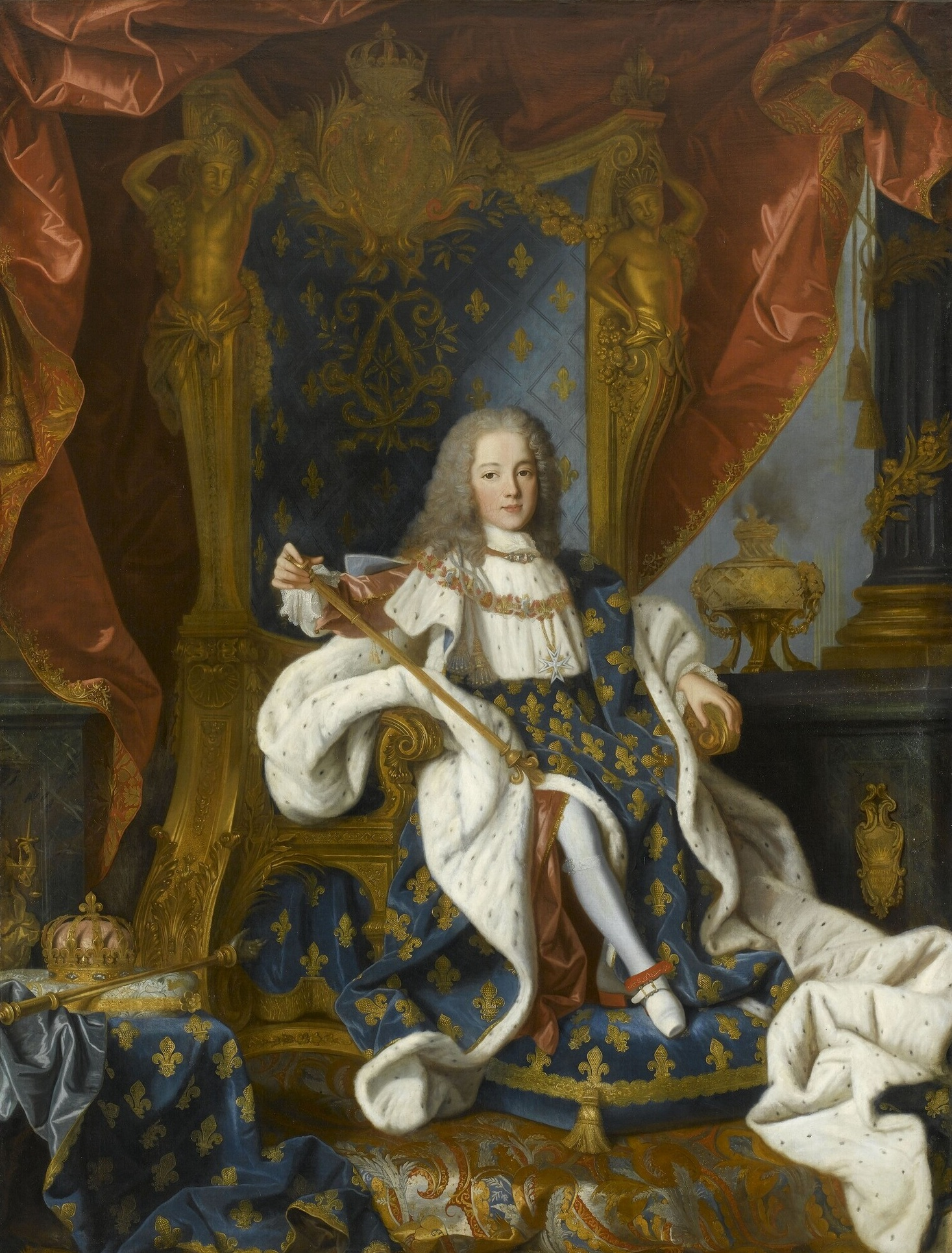
Portret van Lodewijk XV, in 1719, geschilderd door Jean Ranc.

In 1721 werd Lodewijk verloofd met zijn eerstegraads nichtje, de Spaanse infante Marianne Victoria van Bourbon, dochter van koning Filips V van Spanje en diens tweede echtgenote koningin Elisabetta. De hertog van Saint-Simon had bemiddeld, maar de elfjarige koning kon geen interesse voor haar opbrengen bij haar aankomst in Parijs; ze verveelde hem alleen maar. In juni 1722 keerde de jonge koning met zijn hof terug naar Versailles. In oktober van hetzelfde jaar werd Lodewijk officieel gekroond in de kathedraal Notre-Dame van Reims. Op 5 februari 1723, toen hij dertien jaar oud werd, werd hij meerderjarig verklaard door het Parlement van Parijs, waarmee het regentschap ten einde kwam. De hertog van Orléans werd in augustus 1723 na de dood van kardinaal Dubois eerste minister, maar stierf in datzelfde jaar. Lodewijk volgde het advies van kardinaal de Fleury op en wees Lodewijk IV van Bourbon-Condé aan als vervanger van wijlen de hertog van Orléans.
De hertog van Bourbon was bezorgd over de gezondheid van de koning. Niet zozeer om de koning zelf of om de toekomst van de dynastie, maar meer voor de familie van wijlen de regent, de familie van Orléans, die op de troon zou komen indien de koning zou sterven. De hertog van Bourbon zag het Huis Orléans als zijn vijand. De koning had een zwakke gezondheid en er werd enkele malen gevreesd voor zijn leven. De Spaanse infante Marianne was te jong voor het baren van een erfgenaam, daarom stuurde de hertog van Bourbon de infante terug naar Spanje. Nu was hij op zoek naar een nieuwe kandidate voor de jonge koning. De keuze viel nu op de 21-jarige Poolse prinses Maria Leszczyńska, de dochter van de in 1709 verdreven Poolse koning Stanislaus Leszczyński, die door de Saksische keurvorst August de Sterke werd opgevolgd. Het stel trouwde in september 1725. De jonge koning was meteen verliefd op de zeven jaar oudere Maria Leszczyńska. Velen vonden de keuze van Europa’s machtigste koning met de 'lage' Poolse prinses onbehoorlijk vanwege het verschil in 'grandeur'. In 1729 werd de eerste zoon geboren, Lodewijk, die evenals zijn grootvader en overgrootvader als dauphin overleed. Bij het Verdrag van Wenen (1738) die de bij de dood van August de Sterke (1733) uitgebroken Poolse Successieoorlog beëindigde, verwierf zijn schoonvader Stanislaus Leszczyński het hertogdom Lotharingen, onder voorwaarde dat het dit na diens dood automatisch bij het Franse koninkrijk zou worden gevoegd.
In 1726 werd de koning zestien. Hij was nu een heel andere man geworden, veel gezonder en een uitstralende autoriteit. Hij ontsloeg de hertog van Bourbon, die extreem onpopulair was. Het bewind van de hertog werd gekenmerkt door vervolging van protestanten (1726), diverse financiële manipulaties, het heffen van nieuwe belastingen (1725) en hoge graanprijzen, en bovendien zon hij op oorlog met Spanje en met het Heilige Roomse Rijk. Als vervanging voor de hertog van Bourbon wees Lodewijk zijn oude leraar aan, kardinaal de Fleury, als nieuwe eerste minister. Kardinaal de Fleury genoot echter niet het aanzien dat kardinaal de Richelieu en kardinaal Jules Mazarin in de 17e eeuw hadden gehad.
Vanaf ongeveer 1680 had het hofleven zich al volledig afgespeeld in de luxe van het zo'n 20 km ten westen van Parijs gelegen Kasteel van Versailles. Ook onder het bewind van Lodewijk XV gaf Frankrijk op cultureel gebied de toon aan in Europa.

### Latere regering
In de Oostenrijkse Successieoorlog (1741) steunde hij de keurvorst van Beieren tegen keizerin Maria Theresia, die als reactie Lotharingen binnenviel. In 1756, bij het uitbreken van de Zevenjarige Oorlog (1756–1763) sloot hij dan weer met Maria Theresia een bondgenootschap (de "omkering van de allianties"), een manoeuvre die de Franse politiek sinds kardinaal de Richelieu omkeerde. De aartsvijand Oostenrijk werd nu een bondgenoot. De koning had ingezien dat Pruisen, valse bondgenoot, en Engeland, de erfvijand, samen geheime oorlogsplannen hadden. Bijna onmiddellijk na de "omkering" werd Frankrijk al geconfronteerd met de juist ingeschatte agressie: Pruisen viel het keurvorstendom Saksen binnen. Frankrijk moest zijn nieuwe bondgenoot, Oostenrijk, meteen te hulp snellen. Deze oorlog was voor Frankrijk gunstig begonnen, en had een einde moeten maken aan de groeiende agressiviteit van Engeland en Pruisen, en vrede op het continent kunnen brengen. Maar toen Frederik II van Pruisen bijna verslagen was, stierf tsarina Elisabeth van Rusland, bondgenote van Frankrijk, en haar zoon, tsaar Peter III, verbrak de Frans-Russisch-Oostenrijkse alliantie ten voordele van Pruisen. De krijgskansen keerden ten voordele van Pruisen en Engeland, die hun agressie beloond zagen. Frankrijk, in de steek gelaten door Oostenrijk, moest een vernederende vrede accepteren. Terwijl kardinaal Fleury in de Poolse en de Oostenrijkse Successieoorlogen het aanzien van Frankrijk nog had weten te handhaven, moest zijn opvolger Choiseul, een gunsteling van Madame de Pompadour, na de Zevenjarige Oorlog Frankrijks belangrijkste koloniën, Canada en Louisiana, alsmede de overheersende positie in Voor-Indië prijsgeven. Daartegenover stond dan wel de verwerving van Corsica (in 1768, dat van de republiek Genua werd gekocht).

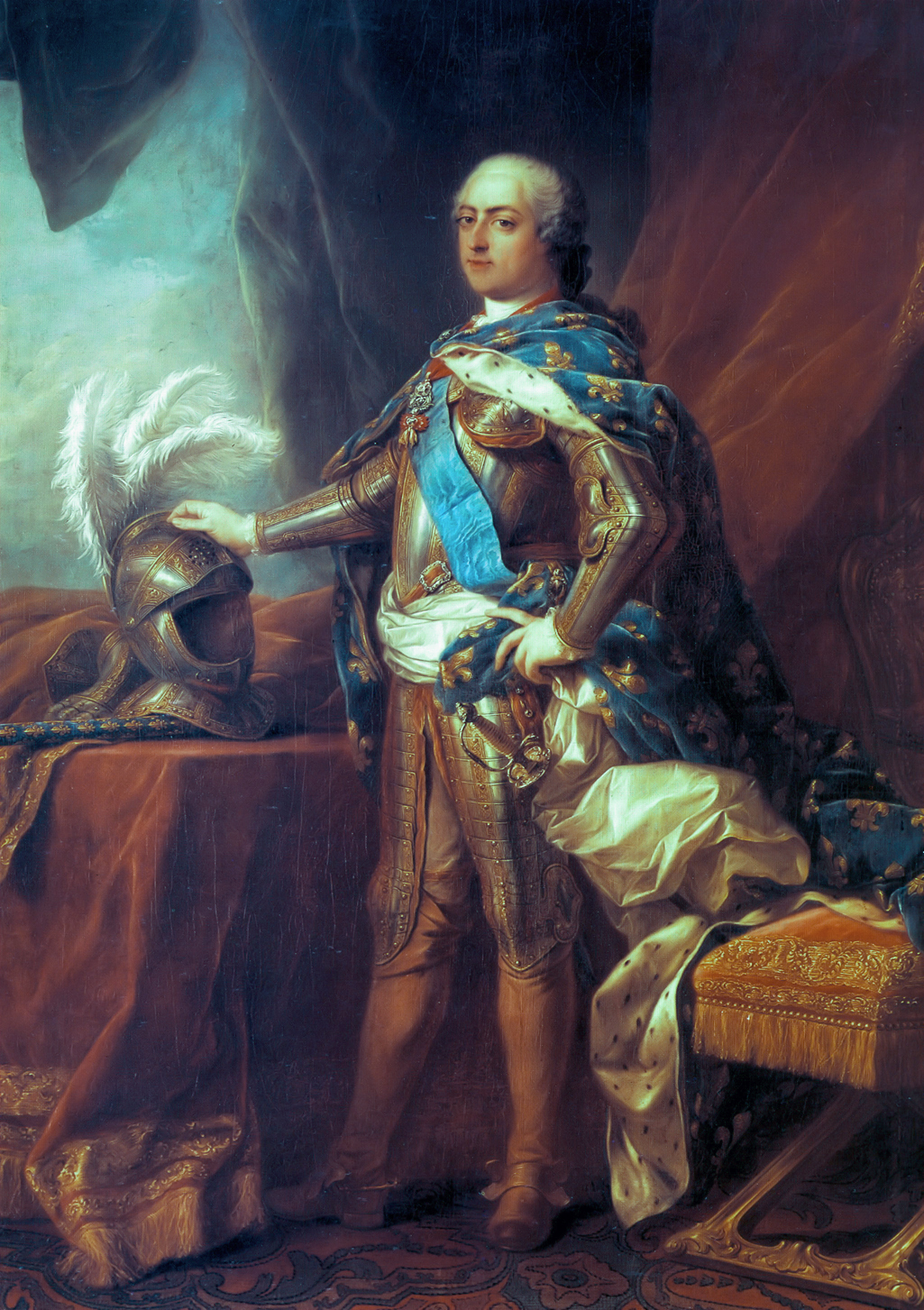
Koning Lodewijk XV in zijn latere leven, geschilderd door Louis-Michel van Loo

### Impopulariteit
Aanvankelijk genoot Lodewijk XV nog een grote populariteit (vandaar zijn bijnaam), maar door zijn levenswijze, militaire tegenslagen en zijn moderniseringspolitiek verspeelde hij die geheel.
In Frankrijk begon de ontevredenheid te groeien na de Vrede van Aken, waarbij Lodewijk de militaire successen niet wenste om te zetten in gebiedsuitbreidingen.

De koning joeg de adel nog meer tegen zich in het harnas door pogingen om het land te moderniseren. Het vereenvoudigen van de wetgeving, uitroeien van juridische mistoestanden, pogingen om adel en Kerk belastingen te doen betalen (in plaats van de belastingen op de rug van het gewone volk te leggen) en het tot stand brengen van een efficiënte administratie en een wegennet maakten de koning gehaat. Het adellijke Parlement van Parijs werd vanaf het midden van de eeuw een broeihaard van juridische sabotage en lastercampagnes tegen de koning. Leugens, roddel en verwijten werden gepubliceerd in illegaal gedrukte pamfletten, affiches en kranten. De politie bleek machteloos om de illegale drukpersen te vinden en te ontmantelen – men weet nu dat de hoge adel betrokken was bij de vuilspuiterij; de prins van Conti had een illegale drukkerij in de juridische vrijhaven van de Temple.

Vanaf 1745 kwam er nog een mikpunt van spot en laster bij; de niet-adellijke maîtresse Madame de Pompadour. De campagnes tegen haar werden 'poissonades' genoemd, omdat zij geboren was als Jeanne Poisson. De Pompadour bemoeide zich bovendien met benoemingen van politiek personeel en maakte zich vele vijanden. Verschillende hoge personaliteiten van het hof werkten mee aan de laster.
Madame de Pompadour was een van de vele vijanden van de jezuïeten. In 1761 vond het proces plaats tegen Vader Lavallette, de Superieur Generaal van Martinique, waarbij de Constituten (wetten) van de orde voor het eerst openbaar werden gemaakt. Alle tegenstanders verlangden van Lodewijk XV passende maatregelen tegen de jezuïeten. Etienne François de Choiseul vroeg de Generaal van de orde, Lorenzo Ricci om een vicaris-generaal voor Frankrijk, maar diens antwoord was: "Sint ut sunt aut non sint" (Laat ze zoals ze zijn of niet langer blijven), waarop de orde 6 augustus 1762 werd verbannen en in 1764 werd de jezuïeten bevolen het land te verlaten. Drie jaar later, 2 april 1767, zou ook koning Karel III van Spanje de orde uit al zijn gebieden verbannen en in 1773 verbande paus Clemens XIV hen zelfs.
Toen Maupeou, de opvolger van de in 1770 ten val gebrachte Choiseul, in 1771 de parlementsleden ontsloeg die zich tegen zijn nieuwe belastingplannen verzetten, keerde de publieke opinie zich geheel tegen de regering en was de populariteit van het Franse koningshuis tot een dieptepunt gedaald, niet in de laatste plaats omdat ’s konings nieuwe maîtresse, Madame du Barry, kwistig bleef omspringen met de staatsgelden, hetgeen weer nieuwe stof gaf voor pamfletten.
De omvangrijke lastercampagnes klinken tot vandaag nog door – ook door de onwil van Lodewijk om zich efficiënt te verdedigen – en maken dat de koning (onterecht, volgens historici zoals Michel Antoine) nog steeds doorgaat voor onbekwaam en frivool.
In hedendaagse ogen lijkt het dat de luxe aan het hof van Versailles zou bijgedragen hebben tot de impopulariteit. Men kan dat betwijfelen, want er zijn geen specifieke campagnes daartegen gericht geweest (tenzij tegen de verspillingen van de Pompadour). De kosten die waren verbonden aan het hof waren overigens niet zo bijzonder hoog onder Lodewijk XV. Zijn voorganger Lodewijk XIV had veel meer geld uitgegeven aan het Kasteel van Versailles. Ook waren de kosten bijzonder laag vergeleken bij andere Europese hoven, zoals in Rusland, waar tsaar Peter de Grote en later keizerin Elizabeth enorme bedragen spendeerden aan het bouwen van paleizen in en rondom Sint-Petersburg.
Het hof van Lodewijk XV steunde vele Franse kunstenaars en handwerklieden en hun families. Franse kunstenaars werden bewonderd en gekopieerd in heel Europa. Tot op de dag vandaag, lang na de regering van Lodewijk XV, is diens stijl, Louis Quinze, populair over de hele wereld.

### De aanslag
De ruzies met de Parlementen en de aanhoudende verwijten van deze geprivilegieerden aan het adres van de koning lagen wellicht aan de basis van de aanslag van Robert François Damiens op de koning. Op 5 januari 1757, ging Damiens naar Versailles, zoals duizenden mensen elke dag deden om de koning te zien. Rond zes uur ’s avonds, toen het al donker was geworden op een koude winterdag, was Versailles bedekt onder een laag sneeuw. De koning, die op dat moment een van zijn dochters bezocht, vertrok uit haar appartement om terug te keren naar het Trianon, waar hij op dat moment verbleef. De koning liep door het Marmeren Binnenhof vergezeld door twee wachters, die de weg naar het rijtuig verlichtten voor de koning door middel van fakkels, het rijtuig stond te wachten aan het eind van het Marmeren Binnenhof. Plotseling sprong Damiens uit het donker langs de wachters heen en stak de koning met een mes in diens zij. Het bleek echter slechts om een oppervlakkige wond te gaan, omdat het korte lemmet niet door de dikke kledij van de koning kon doordringen. Het mes kwam het lichaam binnen tussen de vierde en vijfde rib. De koning die bloedde, bleef kalm en riep een biechtvader, omdat hij dacht dat hij zou sterven. Aan de koningin, die aan was komen rennen, vroeg hij vergiffenis voor zijn wangedrag. De koning overleefde echter het drama. Hij werd waarschijnlijk gered door de vele kleding die hij aan had in verband met de kou op die dag.

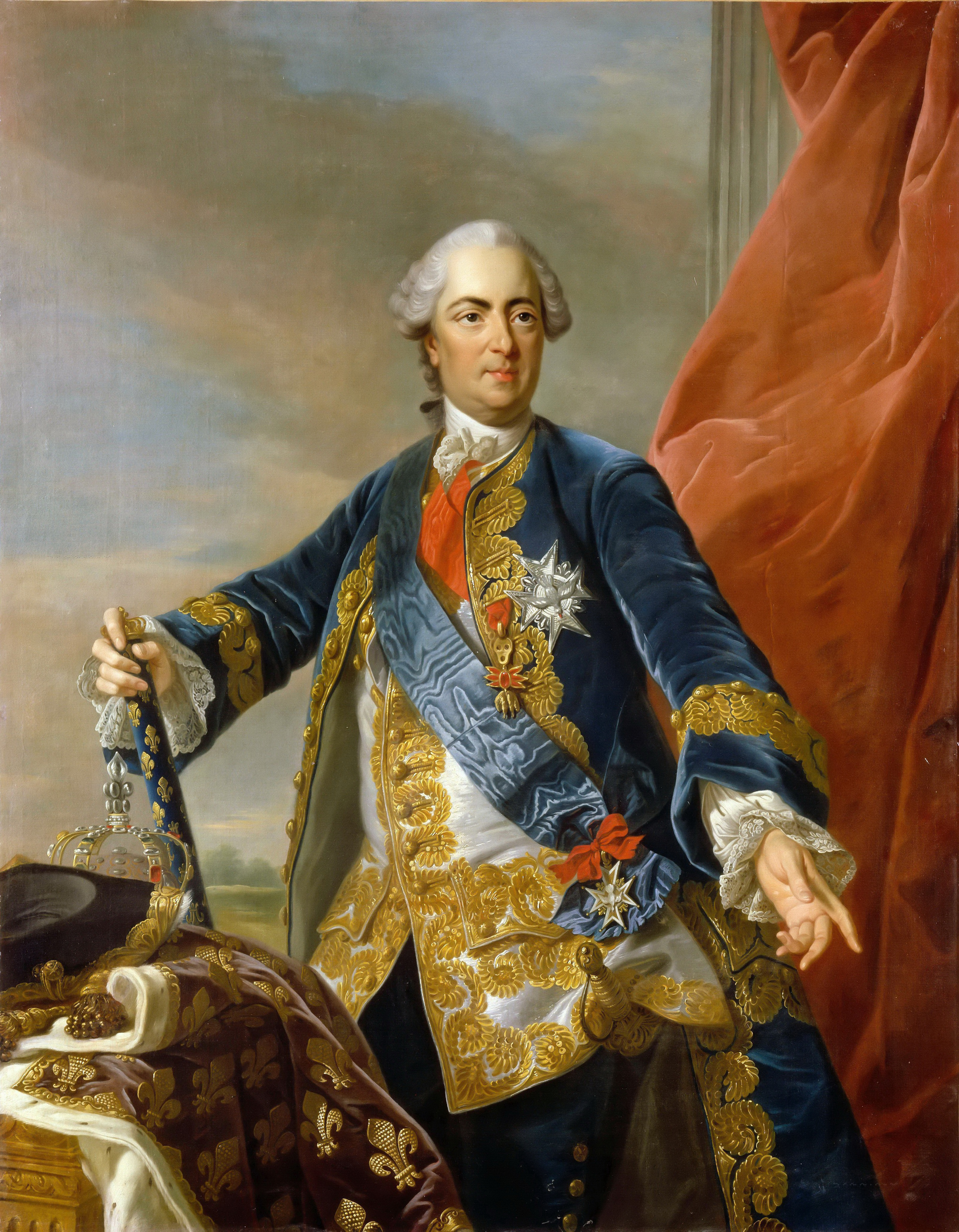
Koning Lodewijk

Damiens, die waarschijnlijk mentaal niet stabiel was, was een bediende van leden van het Parlement van Parijs, waar hij veel kritiek op de koning had gehoord. Dit, gecombineerd met de felle pamfletten en de publieke woede tegen de koning, overtuigde hem ervan dat hij een koningsmoord moest plegen om Frankrijk te redden. Anderen zeggen dat Damiens de koning niet wilde vermoorden maar alleen een waarschuwing wilde geven om zijn gedrag te doen veranderen. Hoe dan ook, het was de eerste poging tot koningsmoord in Frankrijk sinds de dood van koning Hendrik IV door François Ravaillac in 1610. De koning had Damiens vergeven, maar kon niet voorkomen dat er een rechtszaak kwam voor koningsmoord. Damiens werd berecht door het Parlement van Parijs. Hij kreeg de doodstraf en werd op 28 maart 1757 gevierendeeld op de Place de Grève (na 1803 Place de l'Hôtel-de-Ville). Eerst had hij een reeks martelingen moeten ondergaan.

## Overlijden
Toen Lodewijk XV op 10 mei 1774 overleed in Versailles aan de gevolgen van pokken, moest hij in allerijl en zonder enig ceremonieel begraven worden, om een volksfeest te vermijden. Hij was de eerste Bourbon van wie het hart, zoals traditie eiste, niet uit het lichaam werd gehaald en in een speciale kist werd gedaan. In plaats daarvan werd alcohol in zijn kist gegoten en zijn overblijfselen werden in ongebluste kalk geweekt. In een late nachtceremonie, die enkel door één hoveling bijgewoond werd, werd het lichaam naar de basiliek van Saint-Denis gebracht en in de grafkelder bijgezet.
Tijdens de Franse Revolutie werd op 16 oktober 1794 het lichaam van Lodewijk XV uit de koninklijke grafkelder gehaald en in een massagraf geworpen bij zijn illustere voorouders die in de voorgaande dagen eenzelfde lot ondergingen. In 1817 werden de resten van de Franse koningen weer opgegraven en in een gezamenlijk graf in de basiliek (sinds 1966 kathedraal) herbegraven.

## Beoordeling
Koning Lodewijk XIV had Frankrijk achtergelaten met ernstige financiële problemen en in een internationale wurggreep. De regent Filips van Orleans had de staat weer op orde gebracht; er was vrede en de staatsschuld was gesaneerd. Maar er hingen nog schaduwen boven het koninkrijk dat Lodewijk XV erfde van de regent; de pauselijke bul Unigenitus, tot stand gekomen op vraag van Lodewijk XIV, verdeelde het land diep. De parlementen, gemuilkorfd door Lodewijk XIV, waren door de regent weer losgelaten en saboteerden de belastinginning. Na een oorspronkelijk positieve regeerperiode, waarbij de Staat in handen was van kardinaal de Fleury, nam Lodewijk XV het heft zelf in handen en toonde spoedig een zekere besluiteloosheid en een neiging tot het zoeken van consensus. In 1748 keerde het tij; de koning gaf de winst van een reeks militaire successen op met de Vrede van Aken en werd meteen beschouwd als zwakkeling. Van toen af aan stapelden de militaire en politieke vergissingen zich op. Het ineffectief optreden inzake Unigenitus leverde de koning de vijandschap van de parlementen op en veroorzaakte zware problemen voor de schatkist. Lodewijk nam een reeks maatregelen die men nu modern of democratisch zou noemen, zoals hervorming en uniformisering van de wetgeving, het verdelen van de belastingdruk over Kerk en adel (in plaats van alleen maar over het gewone volk), het aanleggen van een nieuw wegennet door het systeem van corvée (in plaats van door belastingen) en verkreeg daarmee de reputatie van despoot, hem toebedeeld door de adellijke parlementen. Lodewijk, gesaboteerd door de parlementen in de belastinginning, begon een financieel gat te graven, vergelijkbaar met de eindbalans van de regering van Lodewijk XIV.

Lodewijks beroemdste minnares, Madame de Pompadour, zij werd aan het hof ook wel bekend als de maîtresse en titre

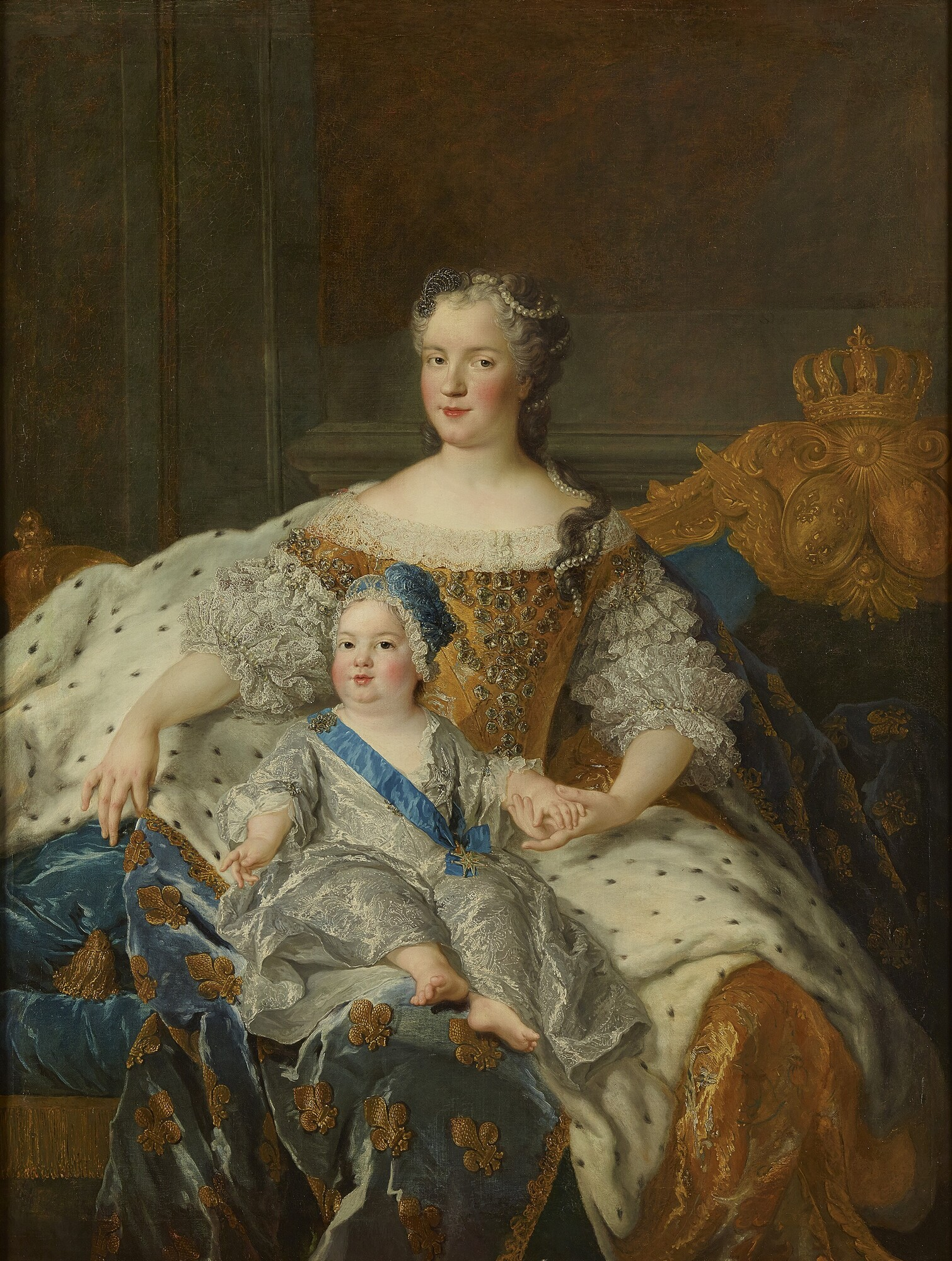
Koningin Maria Leszczyńska, met haar oudste zoon Lodewijk Ferdinand.

In Versailles toonden de koning en de adel die hem omringde, tekenen van verveling, kijkend naar een monarchie die steeds impopulairder werd. Een populaire legende van Lodewijk is dat hij ooit gezegd zou hebben: "Après moi, le déluge" ("Na mij, de zondvloed"). Hedendaagse historici beweren echter dat deze uitspraak van Madame de Pompadour komt en het is zelfs niet zeker of zij het echt wel heeft gezegd.
In het begin stond Lodewijk XV bekend als Le Bien-aimé (de welbeminde). Bewijs hiervan is dat na een bijna dodelijke ziekte in Metz in 1744, veel van zijn onderdanen (de Franse bevolking) gebeden hebben voor zijn herstel. Hoe dan ook, zijn slappe en ondoeltreffende regering was een versterkende factor van de algemene onpopulariteit, in aanloop, en tijdens de Franse Revolutie. Bovendien was de koning een beruchte vrouwenjager, hoewel dit van een koning werd verwacht; de losbandigheid van de vorst werd wel gezien als een soort statusbevestiging. Hoe dan ook, het vertrouwen van de monarchie werd geschokt door de schandalen van Lodewijk en zijn hovelingen, zodat hij aan het einde van zijn leven werd gehaat. In tegenstelling tot Lodewijk XIV heeft Lodewijk XV nooit gevoel gehad voor public relations en stond hij machteloos tegenover een steeds groeiende groep van tegenstanders en lasteraars die pamfletten verspreidden.
In 1743 mengde Frankrijk zich in de Oostenrijkse Successieoorlog. Later in zijn regering werden Corsica en Lotharingen geannexeerd. Dit kwam een paar jaar na het verwoestende verlies van bijna alle Franse kolonies aan aartsvijand Groot-Brittannië, tijdens de Zevenjarige Oorlog. Het Verdrag van Parijs in 1763 was een van de vernederendste episodes van de Franse monarchie. Frankrijk droeg India, Canada en alle gebieden ten oosten van de rivier de Mississippi over aan Groot-Brittannië, terwijl Spanje alle gebieden ten westen van de Mississippi ontving. Het koloniale Franse Rijk in de Nieuwe Wereld was dus bijna helemaal weg, het koninkrijk controleerde nog wel gebieden in West-Indië, Frans-Guyana en de kleine eilanden van Saint-Pierre en Miquelon dicht bij de oostkust van Canada. De Franse controle over Amerika en India was op een dramatische manier geëindigd, zowel voor Frankrijk als voor de monarchie.
Uit het huwelijk van Lodewijk met Maria Leszczyńska kwamen tien kinderen en de koningin, die de voortdurende zwangerschappen beu was, weigerde de koning toegang tot haar slaapkamer na de geboorte van Louise. De koning was hierna voortdurend (en berucht) ontrouw. Sommige van zijn minnaressen, zoals Madame de Pompadour en Madame du Barry, zijn bijna net zo bekend of zelfs bekender dan de koning zelf en zijn affaires met vier van de vijf gezusters Mailly-Nesle en ook met Marie-Louise O’Murphy waren bekend. Verhalen gingen heel Frankrijk door, waarin werd beweerd dat de koning in het bloed van kinderen baadde en zelfs negentig onwettige kinderen had. Om de kosten van individuele hofhoudingen te besparen, werden de jongste vier dochters opgevoed in de koninklijke abdij van Fontevraud.
Op het einde van zijn regering zou men kunnen zeggen dat de koning politiek "wakker schoot". Minister Maupeou kreeg de Parlementen weer in de muilkorf en minister van Financiën Terray profiteerde daarvan om de staatsschuld gedeeltelijk – en op grove wijze (via een gedeeltelijk bankroet) – te saneren. Minister Choiseul bouwde de militaire macht weer op (werd aan de dijk gezet wegens zijn verraderlijke connecties met de Parlementen en een poging om, buiten de koning om, Frankrijk in een oorlog met Engeland te betrekken). Toen de koning in 1774 onverwacht aan pokken overleed, liet hij een gedeeltelijk hersteld Frankrijk na aan zijn kleinzoon – die echter geen lessen trok uit de geschiedenis.
Bij de dood van Lodewijk was de Franse monarchie op een dieptepunt gekomen, met politieke, financiële en morele problemen. Lodewijks zoon, de Dauphin Lodewijk was negen jaar eerder al gestorven en daardoor werd Lodewijks kleinzoon Lodewijk Auguste de nieuwe koning onder de naam Lodewijk XVI.
Louis XV, « le bien aimé » was « le mal aimé » bij het einde van zijn regering. Het beeld van de koning in literatuur, geschiedenis en schoolboeken werd in de 19e en 20e eeuw steeds negatiever naarmate de politieke agenda – de haat tegen de monarchie – en het voortschrijdend antiklerikalisme dat vereisten. Het schoolboekje van Lavisse schrijft in 1900 « hij was de slechtste koning uit onze geschiedenis. Het volstaat niet de herinnering aan hem te verafschuwen, men moet hem haten. » Vanaf het midden van de 20e eeuw is er een eerherstel, met historici zoals Jacques Bainville, Pierre Gaxotte, Michel Antoine en voorlopig eindigend bij Jean-Christian Petitfils.

## Kinderen
Het huwelijk met prinses Maria Leszczyńska van Polen, bracht tien kinderen:
| Naam                                                            | Afbeelding | Geboren          | Overleden         | Huwelijk |
| --------------------------------------------------------------- | ---------- | ---------------- | ----------------- | --- |
| Louise Elisabeth Madame Première Hertogin van Parma en Piacenza |            | 14 augustus 1727 | 6 december 1759   | Huwde in 1739 met Filips, prins van Spanje en later hertog van Parma. Zij werd moeder van hertog Ferdinand en koningin Maria Louisa van Spanje.                   |
| Henriëtte Anne Madame Seconde Prinses van Frankrijk             |            | 14 augustus 1727 | 10 februari 1752  | Bleef ongehuwd. Ze had echter wel een liefdesrelatie met Lodewijk Filips I, hertog van Orléans.                                                                   |
| Marie Louise Madame Troisième Prinses van Frankrijk             |            | 28 juli 1728     | 19 februari 1733  | Stierf jong, ongehuwd. |
| Lodewijk Ferdinand Dauphin Kroonprins van Frankrijk             |            | 4 september 1729 | 20 december 1765  | Huwde 1e: Maria Theresia van Spanje. Huwde 2e: Maria Josepha van Saksen. Werd vader van Lodewijk XVI, Lodewijk XVIII, Karel X en koningin Clothilde van Sardinië. |
| Philippe Lodewijk Hertog van Anjou Prins van Frankrijk          |            | 30 augustus 1730 | 17 april 1733     | Stierf jong, ongehuwd |
| Marie Adélaïde Madame Adélaïde Prinses van Frankrijk            |            | 23 maart 1732    | 27 februari 1800  | Bleef ongehuwd. |
| Victoire Louise Madame Quatrième Prinses van Frankrijk          |            | 11 mei 1733      | 7 juni 1799       | Bleef ongehuwd. |
| Sophie Philippine Madame Sophie Prinses van Frankrijk           |            | 27 juli 1734     | 2 maart 1782      | Bleef ongehuwd. |
| Thérèse Félicia Madame Sixième Prinses van Frankrijk            |            | 16 mei 1736      | 28 september 1744 | Stierf jong, ongehuwd |
| Louise Marie Madame Dernière Prinses van Frankrijk              |            | 15 juli 1737     | 23 december 1787  | Bleef ongehuwd. Ze trad toe tot de orde van de karmelieten. |

## Kwartierstaat (voorouders)
| Lodewijk XIV van Frankrijk (1638-1715) | Lodewijk XIV van Frankrijk (1638-1715) | Lodewijk XIV van Frankrijk (1638-1715) | Lodewijk XIV van Frankrijk (1638-1715) | Lodewijk XIV van Frankrijk (1638-1715) | Lodewijk XIV van Frankrijk (1638-1715) | Maria Theresia van Oostenrijk (1638-1683) | Maria Theresia van Oostenrijk (1638-1683) | Maria Theresia van Oostenrijk (1638-1683) | Maria Theresia van Oostenrijk (1638-1683) | Maria Theresia van Oostenrijk (1638-1683) | Maria Theresia van Oostenrijk (1638-1683) |                                    |                                    | Ferdinand Maria van Beieren) (1636-1679) | Ferdinand Maria van Beieren) (1636-1679) | Ferdinand Maria van Beieren) (1636-1679)    | Ferdinand Maria van Beieren) (1636-1679)    | Ferdinand Maria van Beieren) (1636-1679)    | Ferdinand Maria van Beieren) (1636-1679)    | Henriëtte Adelheid van Savoye (1636-1676)   | Henriëtte Adelheid van Savoye (1636-1676)   | Henriëtte Adelheid van Savoye (1636-1676) | Henriëtte Adelheid van Savoye (1636-1676) | Henriëtte Adelheid van Savoye (1636-1676) | Henriëtte Adelheid van Savoye (1636-1676) |                                    |                                    | Karel Emanuel II van Savoye (1634-1675) | Karel Emanuel II van Savoye (1634-1675) | Karel Emanuel II van Savoye (1634-1675) | Karel Emanuel II van Savoye (1634-1675) | Karel Emanuel II van Savoye (1634-1675)    | Karel Emanuel II van Savoye (1634-1675)    | Maria Johanna van Savoye-Nemours (1644-1724) | Maria Johanna van Savoye-Nemours (1644-1724) | Maria Johanna van Savoye-Nemours (1644-1724) | Maria Johanna van Savoye-Nemours (1644-1724) | Maria Johanna van Savoye-Nemours (1644-1724) | Maria Johanna van Savoye-Nemours (1644-1724) |                                       |                                       | Filips van Orléans (1640-1701)        | Filips van Orléans (1640-1701)        | Filips van Orléans (1640-1701)     | Filips van Orléans (1640-1701)     | Filips van Orléans (1640-1701)     | Filips van Orléans (1640-1701)     | Henriëtta Anne van Engeland (1644-1670) | Henriëtta Anne van Engeland (1644-1670) | Henriëtta Anne van Engeland (1644-1670) | Henriëtta Anne van Engeland (1644-1670) | Henriëtta Anne van Engeland (1644-1670) | Henriëtta Anne van Engeland (1644-1670) |  |  |  |  |  |  |  |  |  |  |  |  |  |  |  |  |  |  |  |  |  |  |  |  |  |  |  |  |  |  |  |  |  |  |  |  |  |  |  |  |  |  |  |  |  |  |  |  |
| Lodewijk XIV van Frankrijk (1638-1715) | Lodewijk XIV van Frankrijk (1638-1715) | Lodewijk XIV van Frankrijk (1638-1715) | Lodewijk XIV van Frankrijk (1638-1715) | Lodewijk XIV van Frankrijk (1638-1715) | Lodewijk XIV van Frankrijk (1638-1715) | Maria Theresia van Oostenrijk (1638-1683) | Maria Theresia van Oostenrijk (1638-1683) | Maria Theresia van Oostenrijk (1638-1683) | Maria Theresia van Oostenrijk (1638-1683) | Maria Theresia van Oostenrijk (1638-1683) | Maria Theresia van Oostenrijk (1638-1683) |                                    |                                    | Ferdinand Maria van Beieren) (1636-1679) | Ferdinand Maria van Beieren) (1636-1679) | Ferdinand Maria van Beieren) (1636-1679)    | Ferdinand Maria van Beieren) (1636-1679)    | Ferdinand Maria van Beieren) (1636-1679)    | Ferdinand Maria van Beieren) (1636-1679)    | Henriëtte Adelheid van Savoye (1636-1676)   | Henriëtte Adelheid van Savoye (1636-1676)   | Henriëtte Adelheid van Savoye (1636-1676) | Henriëtte Adelheid van Savoye (1636-1676) | Henriëtte Adelheid van Savoye (1636-1676) | Henriëtte Adelheid van Savoye (1636-1676) |                                    |                                    | Karel Emanuel II van Savoye (1634-1675) | Karel Emanuel II van Savoye (1634-1675) | Karel Emanuel II van Savoye (1634-1675) | Karel Emanuel II van Savoye (1634-1675) | Karel Emanuel II van Savoye (1634-1675)    | Karel Emanuel II van Savoye (1634-1675)    | Maria Johanna van Savoye-Nemours (1644-1724) | Maria Johanna van Savoye-Nemours (1644-1724) | Maria Johanna van Savoye-Nemours (1644-1724) | Maria Johanna van Savoye-Nemours (1644-1724) | Maria Johanna van Savoye-Nemours (1644-1724) | Maria Johanna van Savoye-Nemours (1644-1724) |                                       |                                       | Filips van Orléans (1640-1701)        | Filips van Orléans (1640-1701)        | Filips van Orléans (1640-1701)     | Filips van Orléans (1640-1701)     | Filips van Orléans (1640-1701)     | Filips van Orléans (1640-1701)     | Henriëtta Anne van Engeland (1644-1670) | Henriëtta Anne van Engeland (1644-1670) | Henriëtta Anne van Engeland (1644-1670) | Henriëtta Anne van Engeland (1644-1670) | Henriëtta Anne van Engeland (1644-1670) | Henriëtta Anne van Engeland (1644-1670) |  |  |  |  |  |  |  |  |  |  |  |  |  |  |  |  |  |  |  |  |  |  |  |  |  |  |  |  |  |  |  |  |  |  |  |  |  |  |  |  |  |  |  |  |  |  |  |  |
|                                        |                                        |                                        |                                        |                                        |                                        |                                           |                                           |                                           |                                           |                                           |                                           |                                    |                                    |                                          |                                          |                                             |                                             |                                             |                                             |                                             |                                             |                                           |                                           |                                           |                                           |                                    |                                    |                                         |                                         |                                         |                                         |                                            |                                            |                                              |                                              |                                              |                                              |                                              |                                              |                                       |                                       |                                       |                                       |                                    |                                    |                                    |                                    |                                         |                                         |                                         |                                         |                                         |                                         |  |  |  |  |  |  |  |  |  |  |  |  |  |  |  |  |  |  |  |  |  |  |  |  |  |  |  |  |  |  |  |  |  |  |  |  |  |  |  |  |  |  |  |  |  |  |  |  |
|                                        |                                        |                                        |                                        | Lodewijk van Frankrijk (1661-1711)     | Lodewijk van Frankrijk (1661-1711)     | Lodewijk van Frankrijk (1661-1711)        | Lodewijk van Frankrijk (1661-1711)        | Lodewijk van Frankrijk (1661-1711)        | Lodewijk van Frankrijk (1661-1711)        |                                           |                                           |                                    |                                    |                                          |                                          | Maria Anna Victoria van Beieren (1660-1690) | Maria Anna Victoria van Beieren (1660-1690) | Maria Anna Victoria van Beieren (1660-1690) | Maria Anna Victoria van Beieren (1660-1690) | Maria Anna Victoria van Beieren (1660-1690) | Maria Anna Victoria van Beieren (1660-1690) |                                           |                                           |                                           |                                           |                                    |                                    |                                         |                                         |                                         |                                         | Victor Amadeus II van Sardinië (1666-1732) | Victor Amadeus II van Sardinië (1666-1732) | Victor Amadeus II van Sardinië (1666-1732)   | Victor Amadeus II van Sardinië (1666-1732)   | Victor Amadeus II van Sardinië (1666-1732)   | Victor Amadeus II van Sardinië (1666-1732)   |                                              |                                              |                                       |                                       |                                       |                                       | Anne Marie van Orléans (1669-1728) | Anne Marie van Orléans (1669-1728) | Anne Marie van Orléans (1669-1728) | Anne Marie van Orléans (1669-1728) | Anne Marie van Orléans (1669-1728)      | Anne Marie van Orléans (1669-1728)      |                                         |                                         |                                         |                                         |  |  |  |  |  |  |  |  |  |  |  |  |  |  |  |  |  |  |  |  |  |  |  |  |  |  |  |  |  |  |  |  |  |  |  |  |  |  |  |  |  |  |  |  |  |  |  |  |
|                                        |                                        |                                        |                                        | Lodewijk van Frankrijk (1661-1711)     | Lodewijk van Frankrijk (1661-1711)     | Lodewijk van Frankrijk (1661-1711)        | Lodewijk van Frankrijk (1661-1711)        | Lodewijk van Frankrijk (1661-1711)        | Lodewijk van Frankrijk (1661-1711)        |                                           |                                           |                                    |                                    |                                          |                                          | Maria Anna Victoria van Beieren (1660-1690) | Maria Anna Victoria van Beieren (1660-1690) | Maria Anna Victoria van Beieren (1660-1690) | Maria Anna Victoria van Beieren (1660-1690) | Maria Anna Victoria van Beieren (1660-1690) | Maria Anna Victoria van Beieren (1660-1690) |                                           |                                           |                                           |                                           |                                    |                                    |                                         |                                         |                                         |                                         | Victor Amadeus II van Sardinië (1666-1732) | Victor Amadeus II van Sardinië (1666-1732) | Victor Amadeus II van Sardinië (1666-1732)   | Victor Amadeus II van Sardinië (1666-1732)   | Victor Amadeus II van Sardinië (1666-1732)   | Victor Amadeus II van Sardinië (1666-1732)   |                                              |                                              |                                       |                                       |                                       |                                       | Anne Marie van Orléans (1669-1728) | Anne Marie van Orléans (1669-1728) | Anne Marie van Orléans (1669-1728) | Anne Marie van Orléans (1669-1728) | Anne Marie van Orléans (1669-1728)      | Anne Marie van Orléans (1669-1728)      |                                         |                                         |                                         |                                         |  |  |  |  |  |  |  |  |  |  |  |  |  |  |  |  |  |  |  |  |  |  |  |  |  |  |  |  |  |  |  |  |  |  |  |  |  |  |  |  |  |  |  |  |  |  |  |  |
|                                        |                                        |                                        |                                        |                                        |                                        |                                           |                                           |                                           |                                           | Lodewijk van Frankrijk (1682-1712)        | Lodewijk van Frankrijk (1682-1712)        | Lodewijk van Frankrijk (1682-1712) | Lodewijk van Frankrijk (1682-1712) | Lodewijk van Frankrijk (1682-1712)       | Lodewijk van Frankrijk (1682-1712)       |                                             |                                             |                                             |                                             |                                             |                                             |                                           |                                           |                                           |                                           |                                    |                                    |                                         |                                         |                                         |                                         |                                            |                                            |                                              |                                              |                                              |                                              | Maria Adelheid van Savoye (1685-1712)        | Maria Adelheid van Savoye (1685-1712)        | Maria Adelheid van Savoye (1685-1712) | Maria Adelheid van Savoye (1685-1712) | Maria Adelheid van Savoye (1685-1712) | Maria Adelheid van Savoye (1685-1712) |                                    |                                    |                                    |                                    |                                         |                                         |                                         |                                         |                                         |                                         |  |  |  |  |  |  |  |  |  |  |  |  |  |  |  |  |  |  |  |  |  |  |  |  |  |  |  |  |  |  |  |  |  |  |  |  |  |  |  |  |  |  |  |  |  |  |  |  |
|                                        |                                        |                                        |                                        |                                        |                                        |                                           |                                           |                                           |                                           | Lodewijk van Frankrijk (1682-1712)        | Lodewijk van Frankrijk (1682-1712)        | Lodewijk van Frankrijk (1682-1712) | Lodewijk van Frankrijk (1682-1712) | Lodewijk van Frankrijk (1682-1712)       | Lodewijk van Frankrijk (1682-1712)       |                                             |                                             |                                             |                                             |                                             |                                             |                                           |                                           |                                           |                                           |                                    |                                    |                                         |                                         |                                         |                                         |                                            |                                            |                                              |                                              |                                              |                                              | Maria Adelheid van Savoye (1685-1712)        | Maria Adelheid van Savoye (1685-1712)        | Maria Adelheid van Savoye (1685-1712) | Maria Adelheid van Savoye (1685-1712) | Maria Adelheid van Savoye (1685-1712) | Maria Adelheid van Savoye (1685-1712) |                                    |                                    |                                    |                                    |                                         |                                         |                                         |                                         |                                         |                                         |  |  |  |  |  |  |  |  |  |  |  |  |  |  |  |  |  |  |  |  |  |  |  |  |  |  |  |  |  |  |  |  |  |  |  |  |  |  |  |  |  |  |  |  |  |  |  |  |
|                                        |                                        |                                        |                                        |                                        |                                        |                                           |                                           |                                           |                                           |                                           |                                           |                                    |                                    |                                          |                                          |                                             |                                             |                                             |                                             |                                             |                                             |                                           |                                           |                                           |                                           |                                    |                                    |                                         |                                         |                                         |                                         |                                            |                                            |                                              |                                              |                                              |                                              |                                              |                                              |                                       |                                       |                                       |                                       |                                    |                                    |                                    |                                    |                                         |                                         |                                         |                                         |                                         |                                         |  |  |  |  |  |  |  |  |  |  |  |  |  |  |  |  |  |  |  |  |  |  |  |  |  |  |  |  |  |  |  |  |  |  |  |  |  |  |  |  |  |  |  |  |  |  |  |  |
|                                        |                                        |                                        |                                        |                                        |                                        |                                           |                                           |                                           |                                           |                                           |                                           |                                    |                                    |                                          |                                          |                                             |                                             |                                             |                                             |                                             |                                             |                                           |                                           |                                           |                                           |                                    |                                    |                                         |                                         |                                         |                                         |                                            |                                            |                                              |                                              |                                              |                                              |                                              |                                              |                                       |                                       |                                       |                                       |                                    |                                    |                                    |                                    |                                         |                                         |                                         |                                         |                                         |                                         |  |  |  |  |  |  |  |  |  |  |  |  |  |  |  |  |  |  |  |  |  |  |  |  |  |  |  |  |  |  |  |  |  |  |  |  |  |  |  |  |  |  |  |  |  |  |  |  |
|                                        |                                        |                                        |                                        |                                        |                                        |                                           |                                           |                                           |                                           |                                           |                                           |                                    |                                    | Lodewijk van Frankrijk (1704-1705)       | Lodewijk van Frankrijk (1704-1705)       | Lodewijk van Frankrijk (1704-1705)          | Lodewijk van Frankrijk (1704-1705)          | Lodewijk van Frankrijk (1704-1705)          | Lodewijk van Frankrijk (1704-1705)          |                                             |                                             |                                           |                                           | Lodewijk van Frankrijk (1707-1712)        | Lodewijk van Frankrijk (1707-1712)        | Lodewijk van Frankrijk (1707-1712) | Lodewijk van Frankrijk (1707-1712) | Lodewijk van Frankrijk (1707-1712)      | Lodewijk van Frankrijk (1707-1712)      |                                         |                                         |                                            |                                            | Lodewijk XV van Frankrijk (1710-1774)        | Lodewijk XV van Frankrijk (1710-1774)        | Lodewijk XV van Frankrijk (1710-1774)        | Lodewijk XV van Frankrijk (1710-1774)        | Lodewijk XV van Frankrijk (1710-1774)        | Lodewijk XV van Frankrijk (1710-1774)        |                                       |                                       |                                       |                                       |                                    |                                    |                                    |                                    |                                         |                                         |                                         |                                         |                                         |                                         |  |  |  |  |  |  |  |  |  |  |  |  |  |  |  |  |  |  |  |  |  |  |  |  |  |  |  |  |  |  |  |  |  |  |  |  |  |  |  |  |  |  |  |  |  |  |  |  |